# Cuara (paroisse civile)
Pour les articles homonymes, voir Cuara.
Cuara est l'une des huit paroisses civiles de la municipalité de Jiménez dans l'État de Lara au Venezuela. Sa capitale est Cuara.

## Géographie

### Démographie
Hormis sa capitale Cuara, la paroisse civile comporte plusieurs localités, dont :
- Cuara
- El Molino
- Mocundo
- Quebrada Seca
- San Antonio